# Březka (Libuň)
Březka (německy Birken) je vesnice, část obce Libuň v okrese Jičín. Nachází se asi 2,5 km na jih od Libuně. V roce 2009 zde bylo evidováno 158 adres. V roce 2001 zde trvale žilo 23 obyvatel.
Březka je také název katastrálního území o rozloze 1,99 km2.

## Pamětihodnosti
- Přírodní památka Oborská luka
- Přírodní památka Libunecké rašeliniště

## Fotogalerie

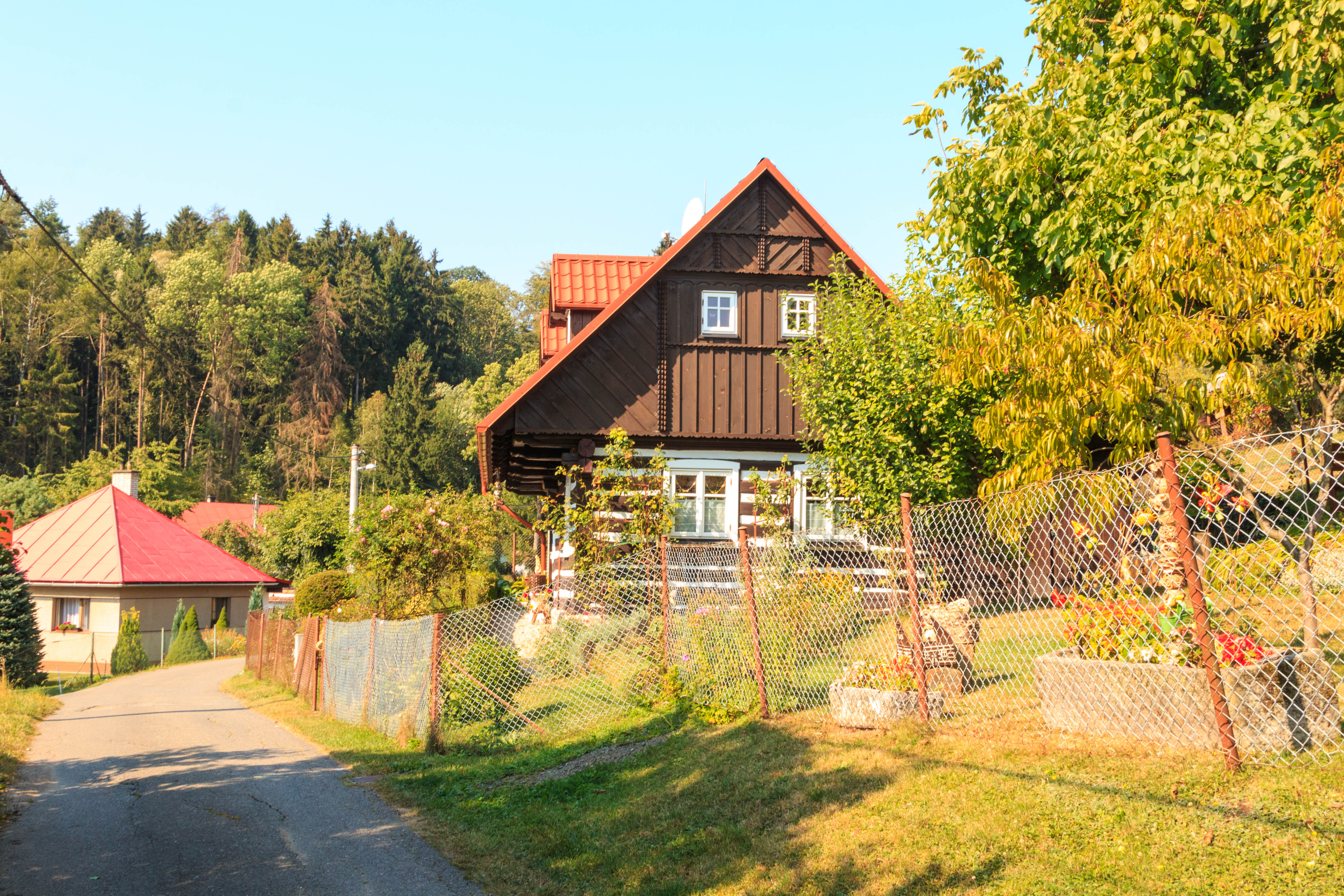
Březka u Libuně – čp. 14
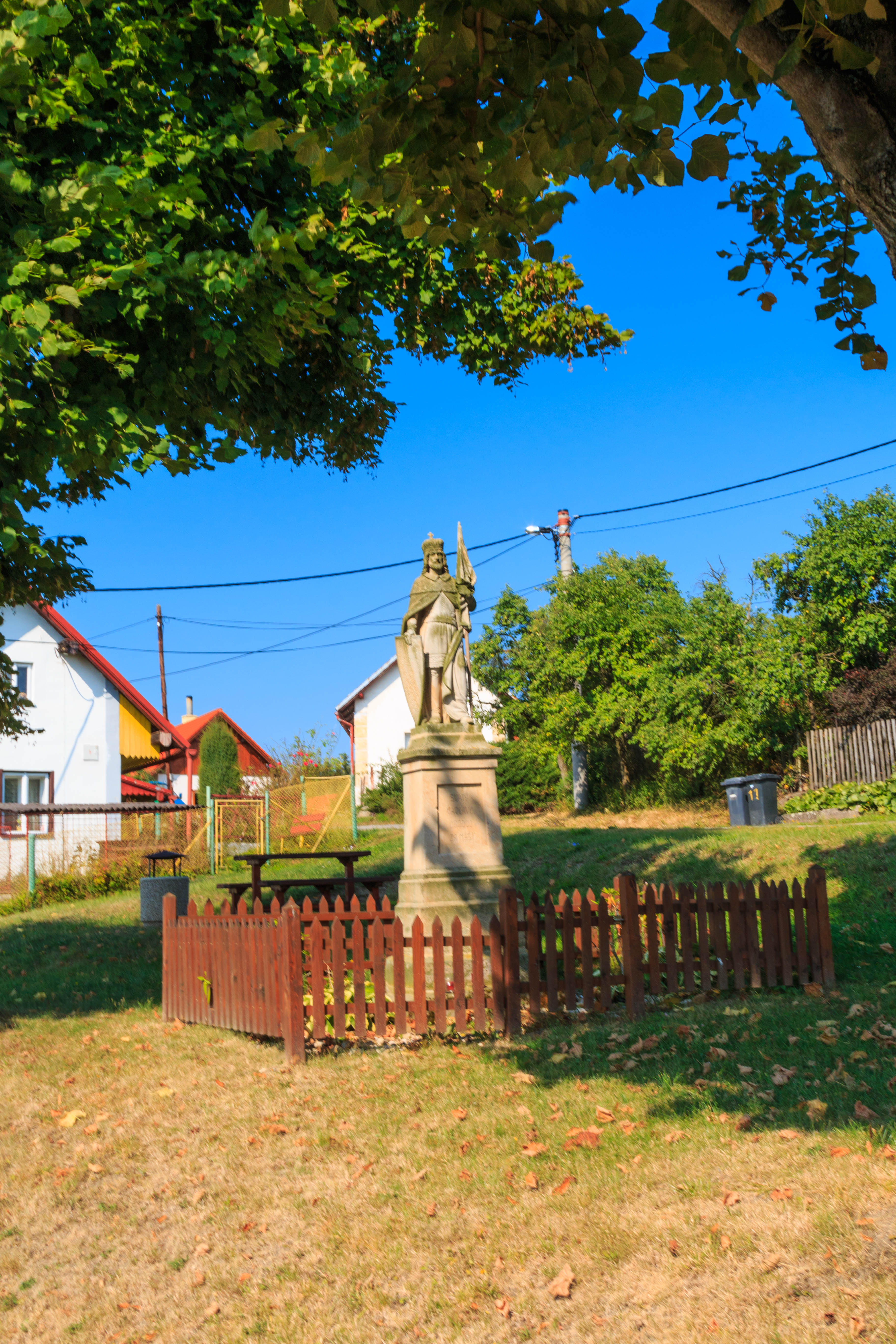
Březka u Libuně – socha svatého Václava
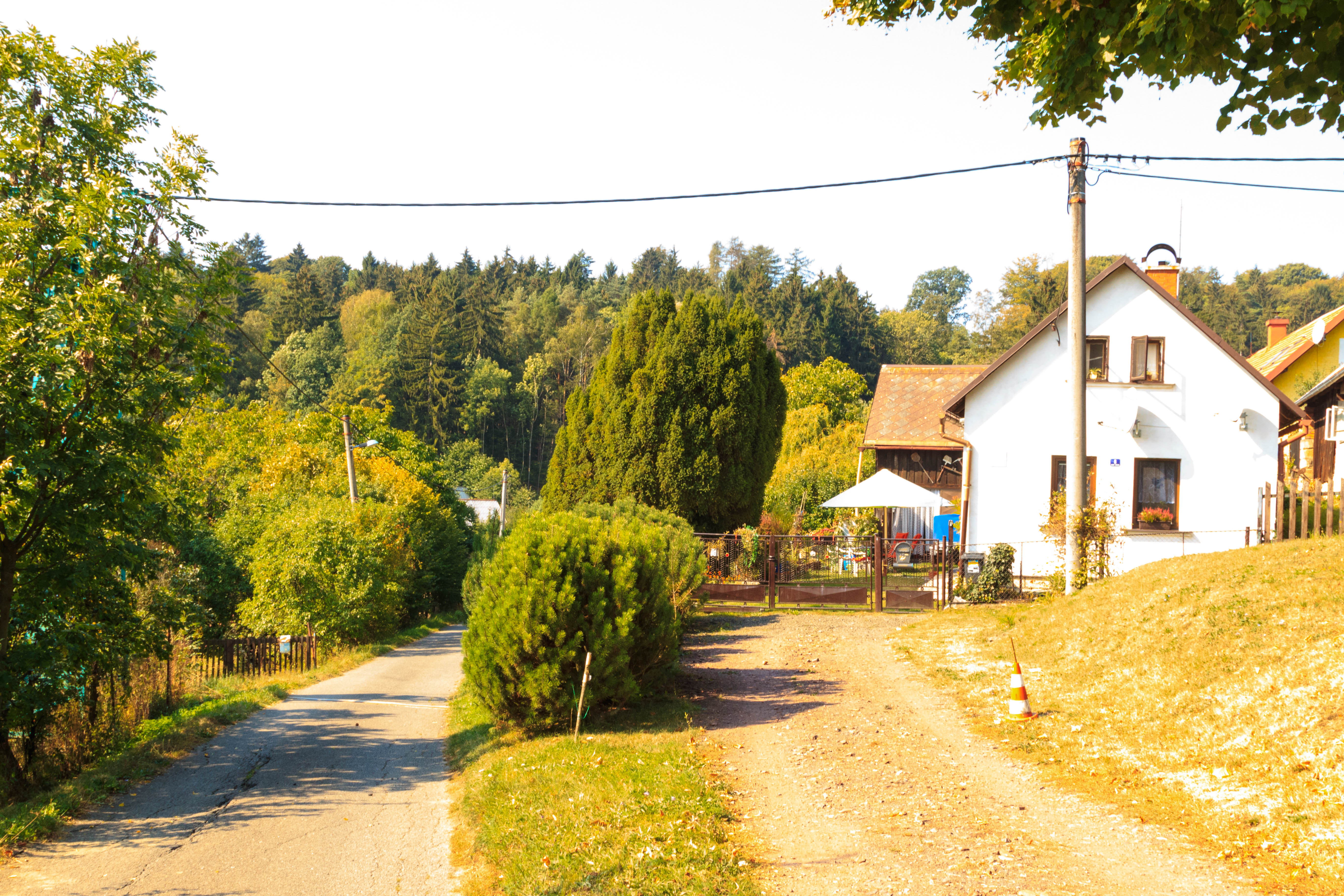
Březka u Libuně – čp. 12.jpgBřezka u Libuně – čp. 12
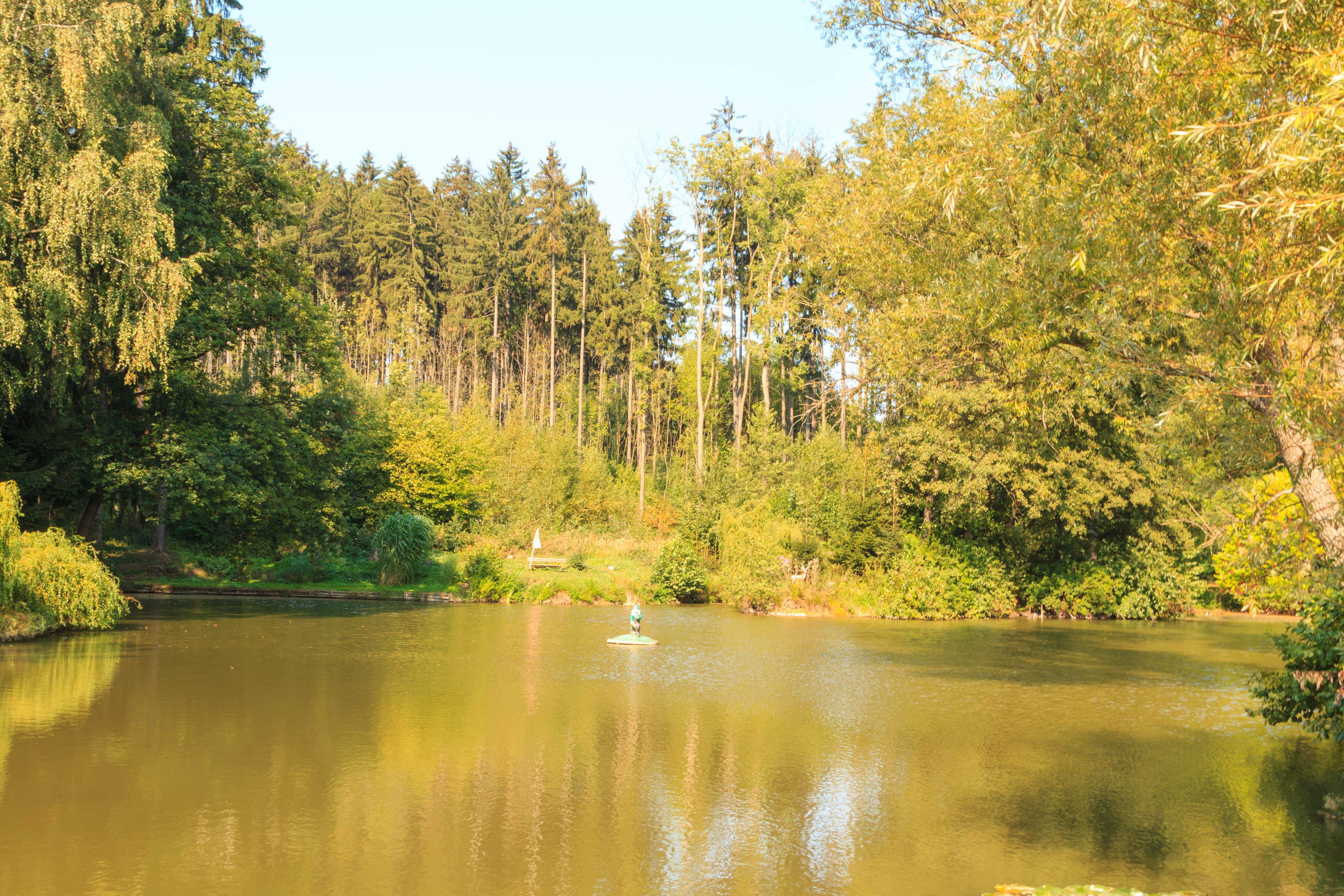
Březka u Libuně – rybník.jpg